# Medelpads västra domsagas tingslag
Medelpads västra domsagas tingslag var ett tingslag i Västernorrlands län. Dess område omfattade västra Medelpad. Tingslaget hade år 1930 en befolkning 39 239 invånare på en yta av 4 911 km². Tingsstället var Sundsvall.
Tingslaget bildades den 1 januari 1914 (enligt beslut den 22 juli 1910 och 31 januari 1913) när de tre tidigare tingslagen Selånger, Torp och Tuna slogs samman. Tingslaget uppgick den 1 januari 1965 i Medelpads domsagas tingslag.
Tingslaget ingick i Medelpads västra domsaga, bildad den 1 januari 1879.

## Ingående områden

### Socknar
Medelpads västra domsagas tingslag omfattade åtta socknar. 
- Från Selångers tingslag:
  - Selånger
  - Sättna

- Från Torps tingslag:
  - Borgsjö
  - Torp
  - Haverö

- Från Tuna tingslag:
  - Attmar
  - Stöde
  - Tuna

### Kommuner (från 1952)
- Attmars landskommun
- Borgsjö landskommun
- Haverö landskommun
- Selångers landskommun
- Stöde landskommun
- Torps landskommun
- Tuna landskommun
- Ånge köping